# كلب باقر الجايسي الحائري
السيد كلب باقر الجايسي الحائري النصير آبادي (1235 هـ - 1331 هـ). هو رجل دين شيعي هندي من أحفاد الفقيه الهندي الشيعي المعروف دلدار علي الهندي، ووفقاً لعبد الحي اللكنوي فإنَّ ولادته ونشأته كانت بقرية نصير آباد ثمَّ هاجر منها إلى لكنو للاستزادة في دراساته الدينيَّة ثم آثر الهجرة إلى العراق حيث استوطن كربلاء، وقد «شهد بفضله وأدبه علماء العراق. منهم الشيخ محمد سعيد بن محمود سعيد النجفي؛ له قصائد في مدحه، ومنهم مرزا محمد تقي الشيرازي والشيخ عباس بن الحسن النجفي والسيد محمد كاظم اليزدي وخلق آخرون».

## مؤلفاته
| - القول الأسد في ترجمة يا علي مدد. ترجمة فارسيَّة لكتاب يا علي مدد لعابد حسين السهارنپوري. - الإبريق في غسل الدم بالريق. - دلائل الخيرات. منظومة في العقائد ذكرها الطهراني في أكثر من موضع من الذريعة. | - شرح دلائل الخيرات. شرح على منظومته دلائل الخيرات. - الدرة الفاخرة. - ديوان شعر. ديوان شعر باللغتين العربيَّة والفارسيَّة. |